# 长序黄耆
长序黄耆（学名：Astragalus longiscapus）为豆科黄芪属的植物，是中国的特有植物。分布在中国大陆的西藏等地，生长于海拔4,050米至4,100米的地区，一般生长在山坡草地和石滩上，目前尚未由人工引种栽培。

## 别名
长梗黄耆（植物分类学报）